# Bjarne Håkon Hanssen

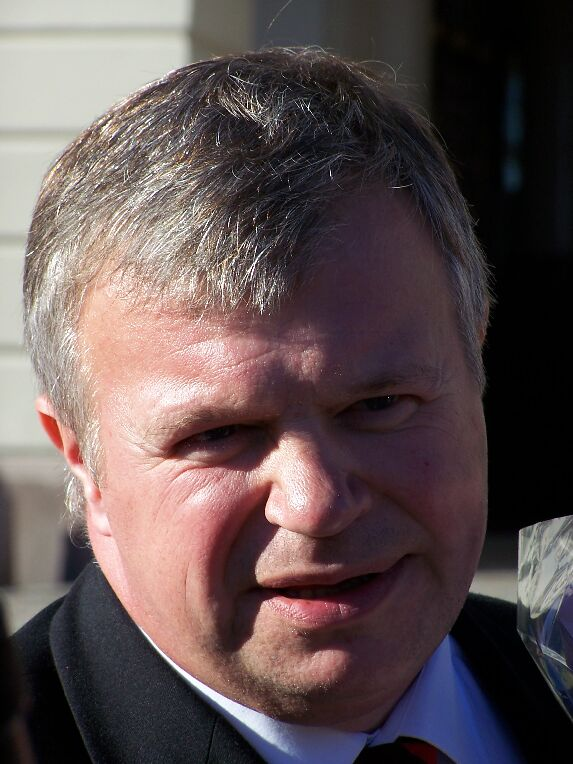
Bjarne Håkon Hanssen (2005)

Bjarne Håkon Hanssen, född 1 november 1962 i Bangsund söder om Namsos i Norge, är en norsk politiker som representerar Arbeiderpartiet.
Han var minister för Landbruksdepartementet 17 mars 2000 till 19 oktober 2001 i regeringen Stoltenberg I. Han var från 17 oktober 2005 minister till 20 juni 2008 minister för Arbeids- og inkluderingsdepartementet i regeringen Stoltenberg II. Hanssen är sedan 20 juni 2008 minister för Helse- og omsorgsdepartementet. 8 oktober 2009 berättade Hanssen att han skulle avgå som minister när Stoltenbergs nya regering satts samman 

## Bakgrund
Hanssen är utbildad lärare. Han höll tidigare på med judo och tog bland annat bronsmedalj i norska mästerskapen.

### Kritik och kontroverser
Det väckte uppmärksamhet i norska medier då han i februari 2002, på Fredrik Skavlans talkshowprogram, Först & sist sa till författaren Liza Marklund att «det er få som er like vakre som deg som kaller seg feminister i Norge». Uttalandet väckte så mycket rabalder att hans kandidatur som vice ordförande i Arbeiderpartiet blev omdiskuterad.